# Вольский, Станислав Помян

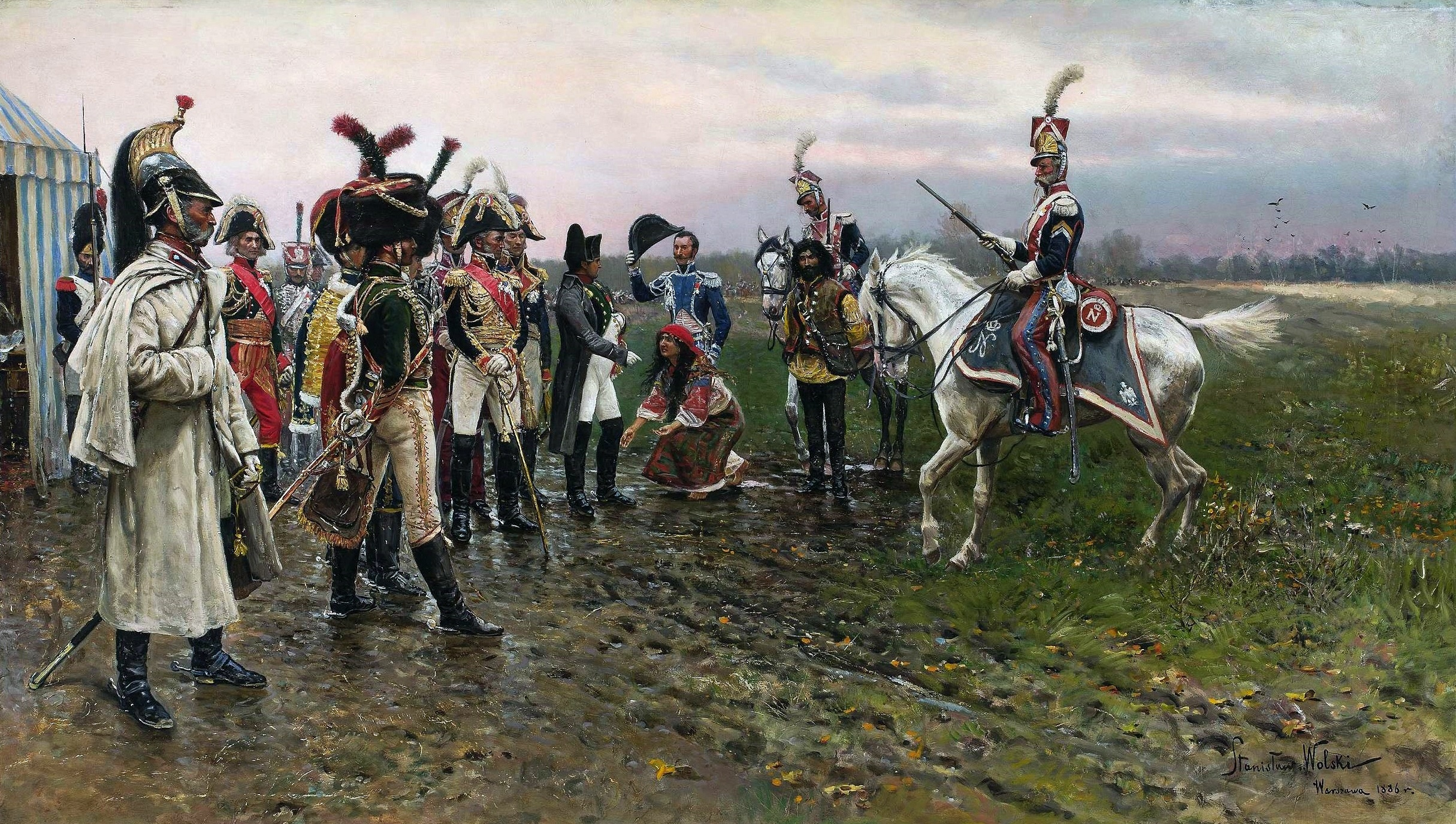
Наполеон и цыганка (Из цикла «Наполеоновская эпопея»)

Станислав Помян Вольский пол. Stanisław Pomian Wolski; 8 апреля 1859, Варшава — 2 мая 1894, там же) — польский художник и иллюстратор.

## Биография
Шляхтич герба Помян. Сын помещика. Начал учиться живописи в Варшавской школе изящных искусств под руководством Войцеха Герсона, затем продолжил в Краковской академии художеств, ученик Яна Матейко.
С ноября 1881 года, получив стипендию, обучался в Мюнхенской академии художеств. Брал частные уроки у художника-реалиста Юзефа Брандта. После окончания академии, остался жить и работать в Мюнхене.
В 1886 году вернулся в Варшаву и начал сотрудничать с журналом «Tygodnik Ilustrowany».
Умер в Варшаве. Похоронен на кладбище Старые Повонзки.

## Творчество
С. Помян Вольский — исторический живописец, баталист, иллюстратор. Также писал жанровые картины, уличные сцены, сцены охоты.

## Иллюстрации в еженедельнике «Tygodnik Ilustrowany»

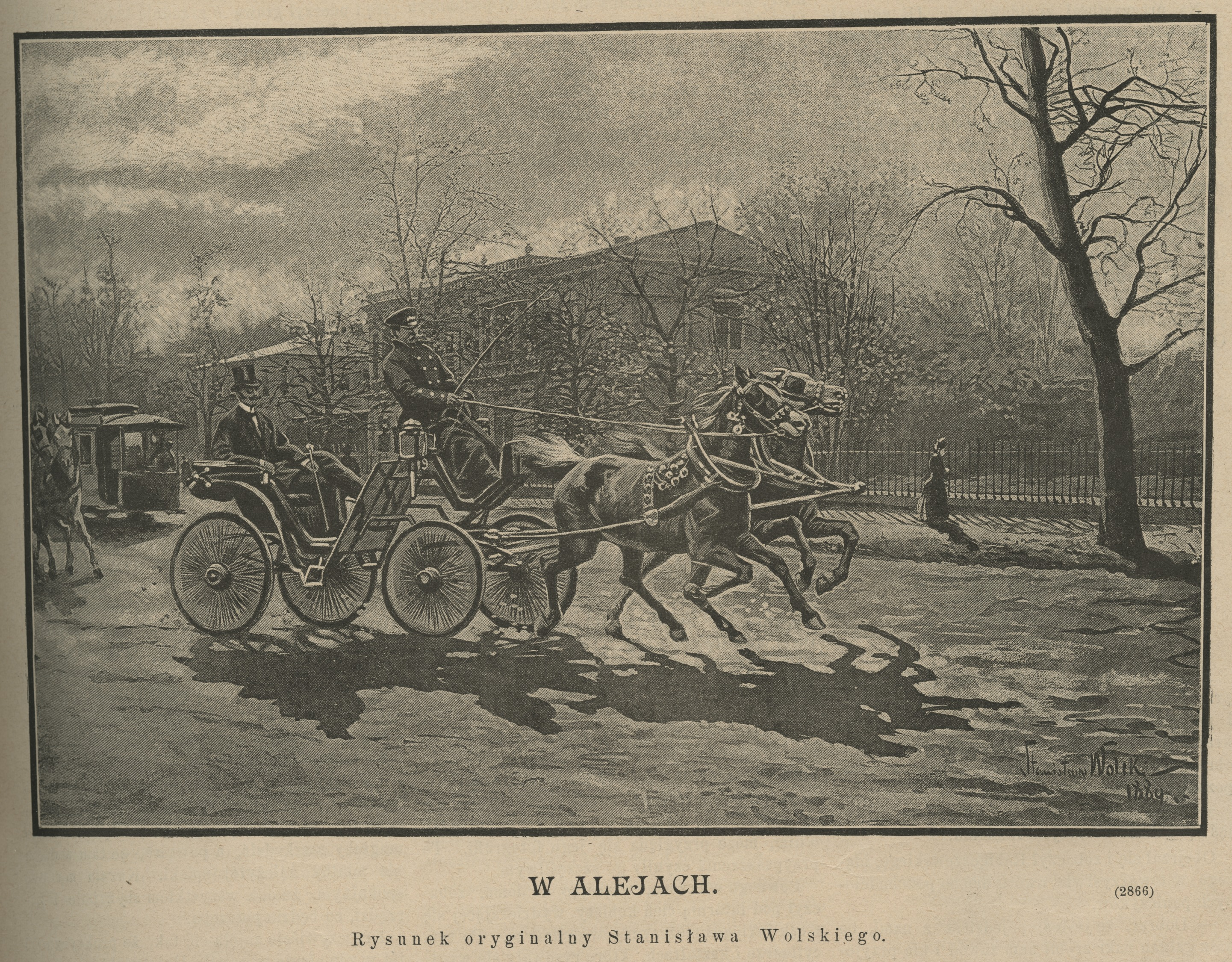
Уяздовская аллея, 1889.
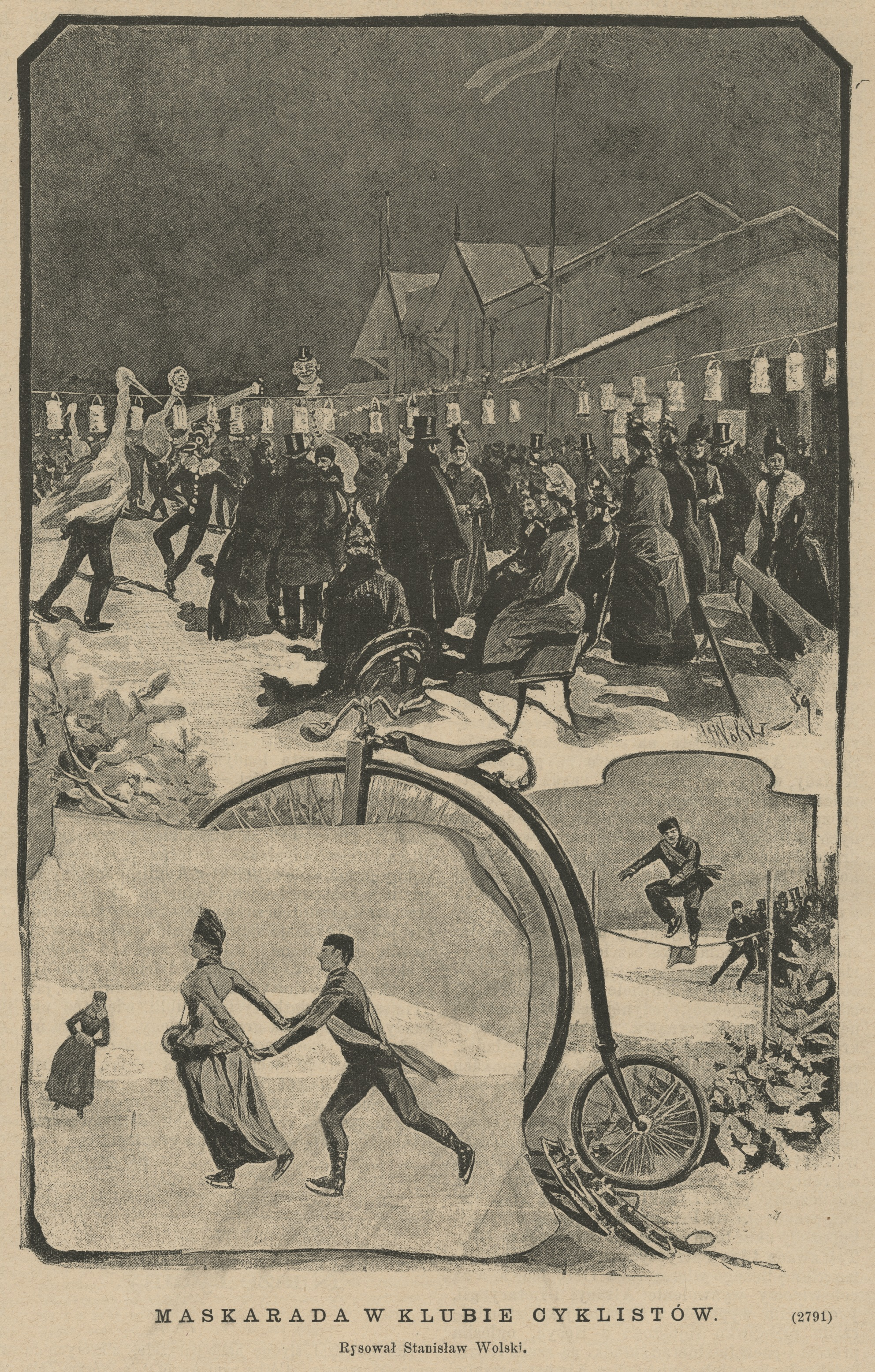
Маскарад в клубе, 1889.
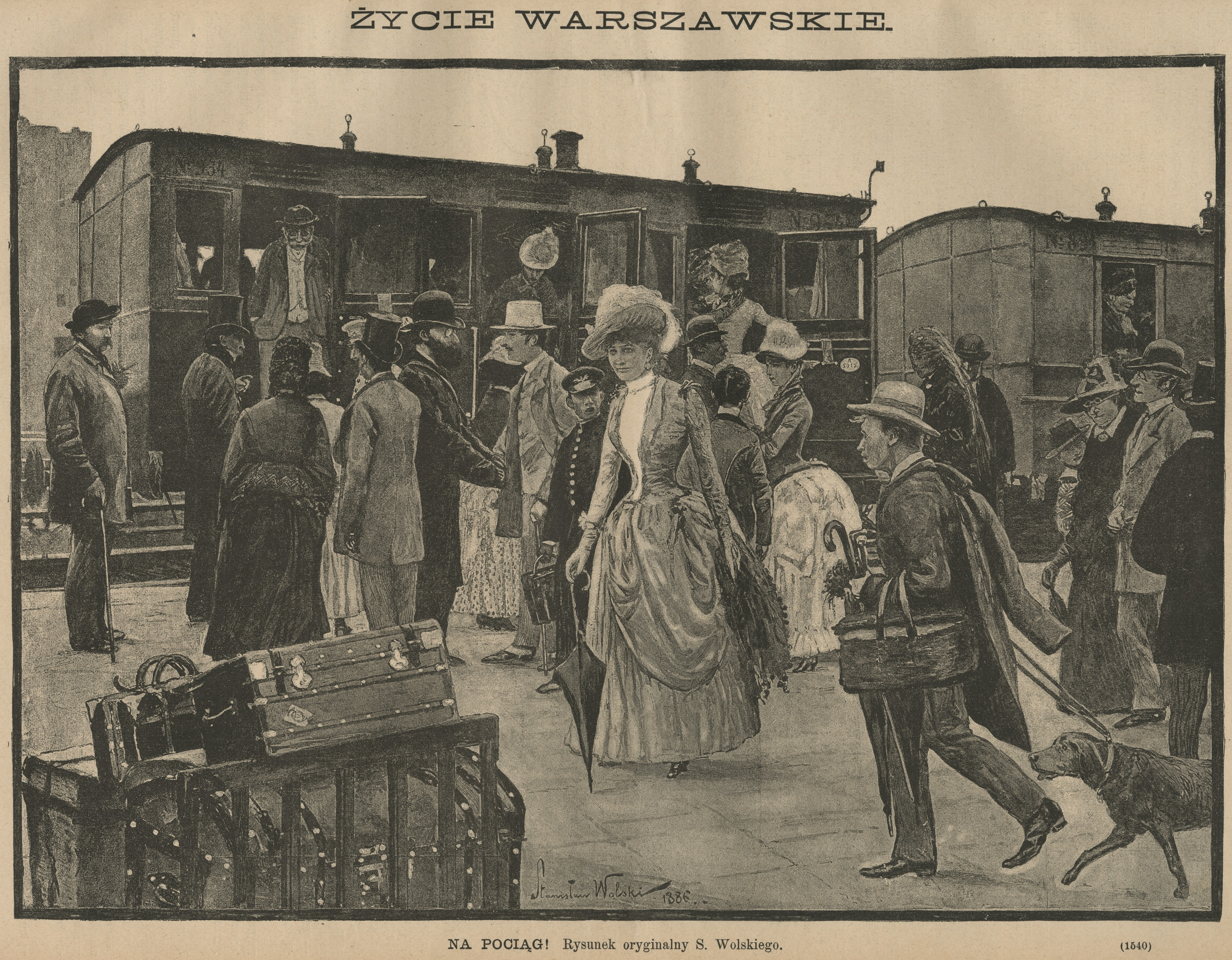
Жизнь Варшавы - На поезд! 1886.
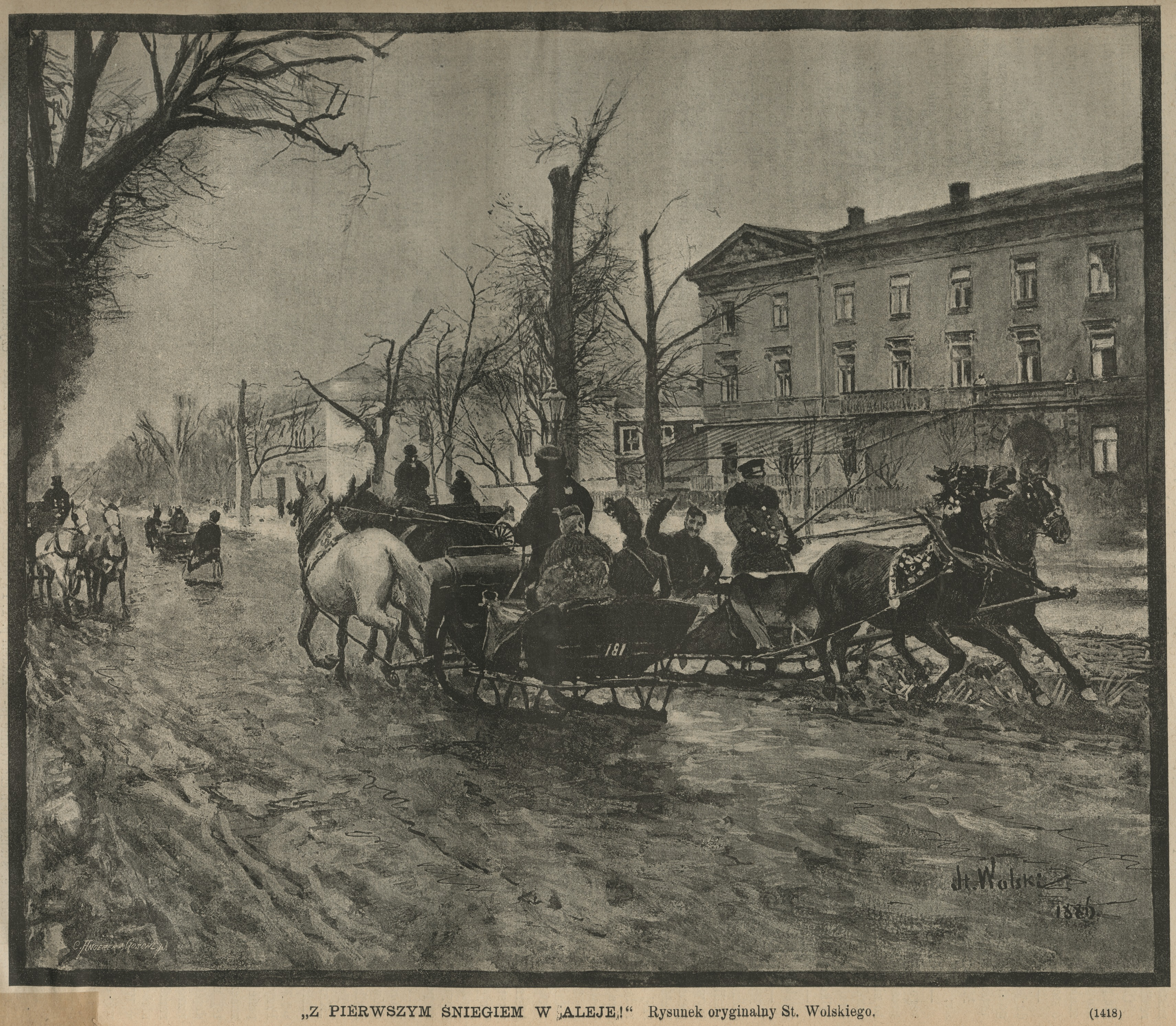
Первый снег на аллее, 1886.
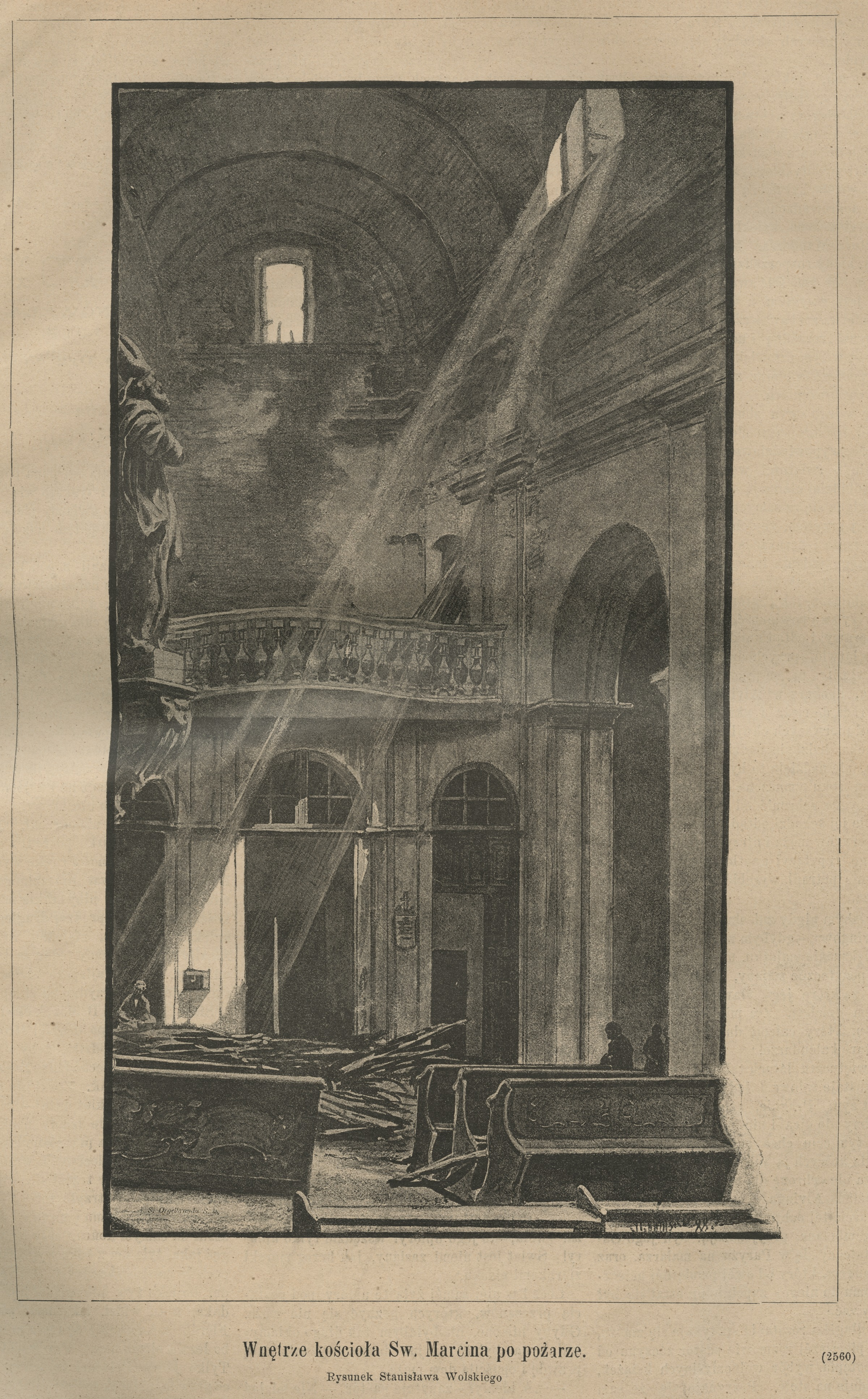
Интерьер костёла св. Мартина после пожара, 1888.
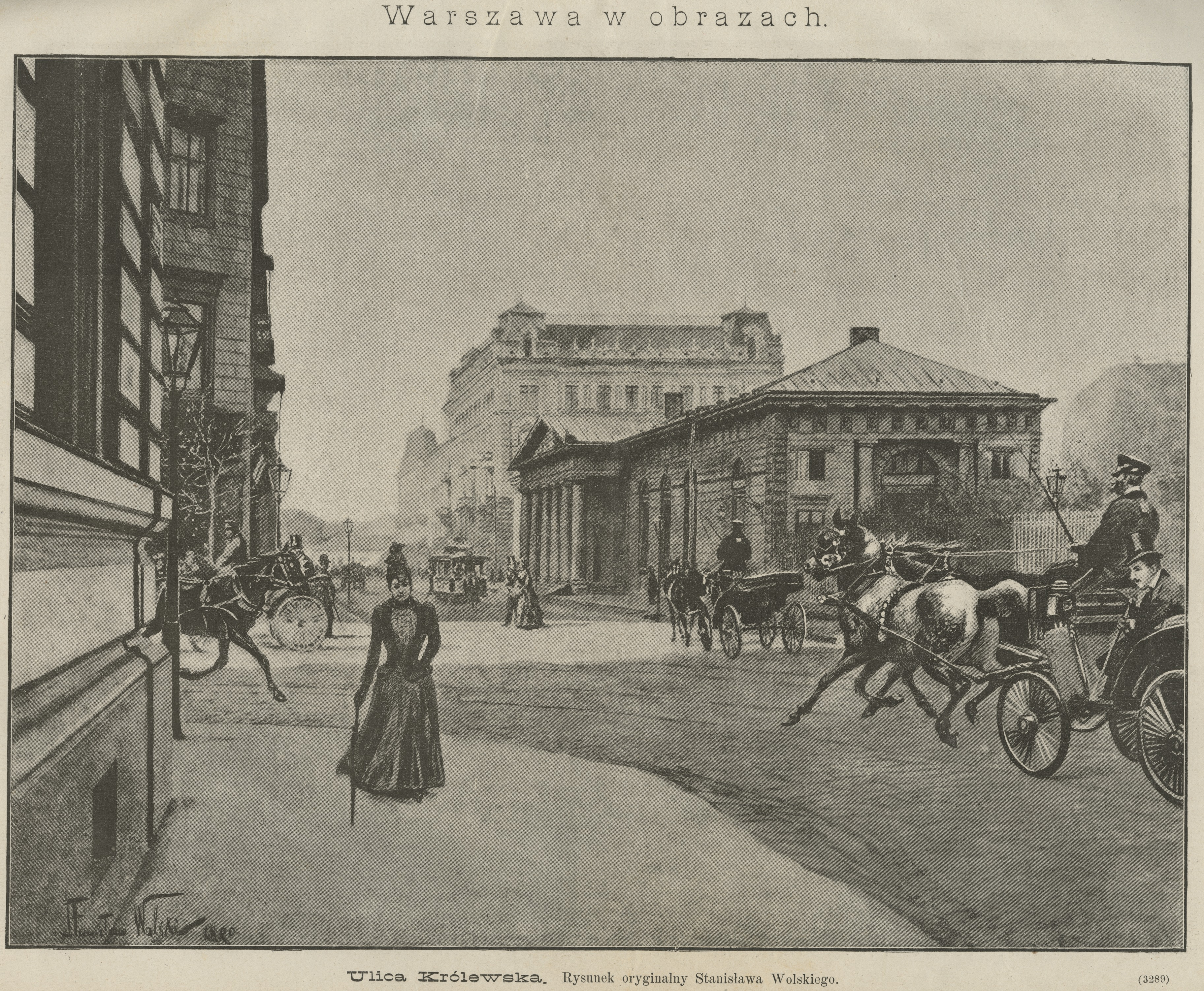
Картинки Варшавы - Королевская улица, 1890.
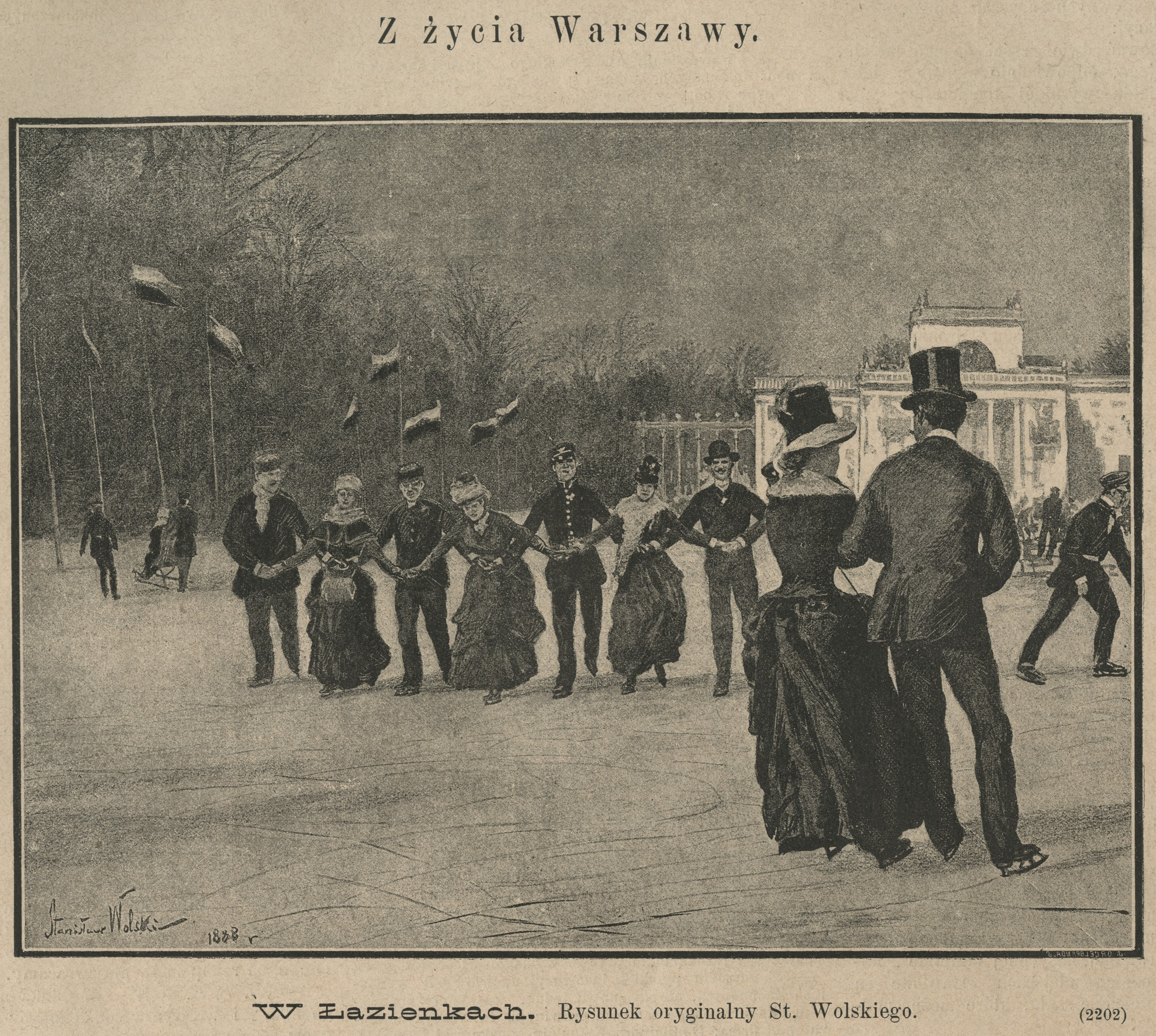
В парке Лазенковского дворца в Варшаве, 1888.
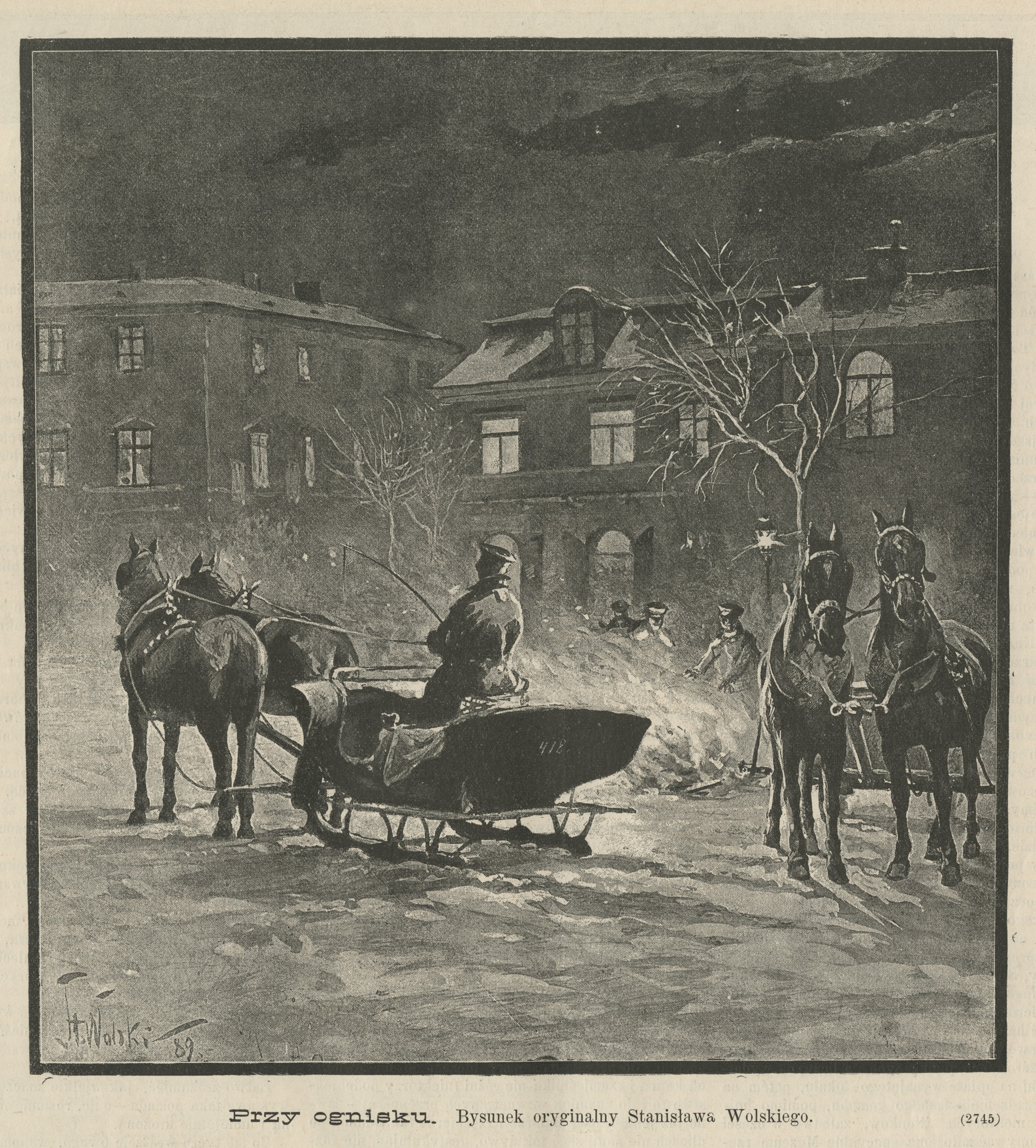
У костра, 1891.
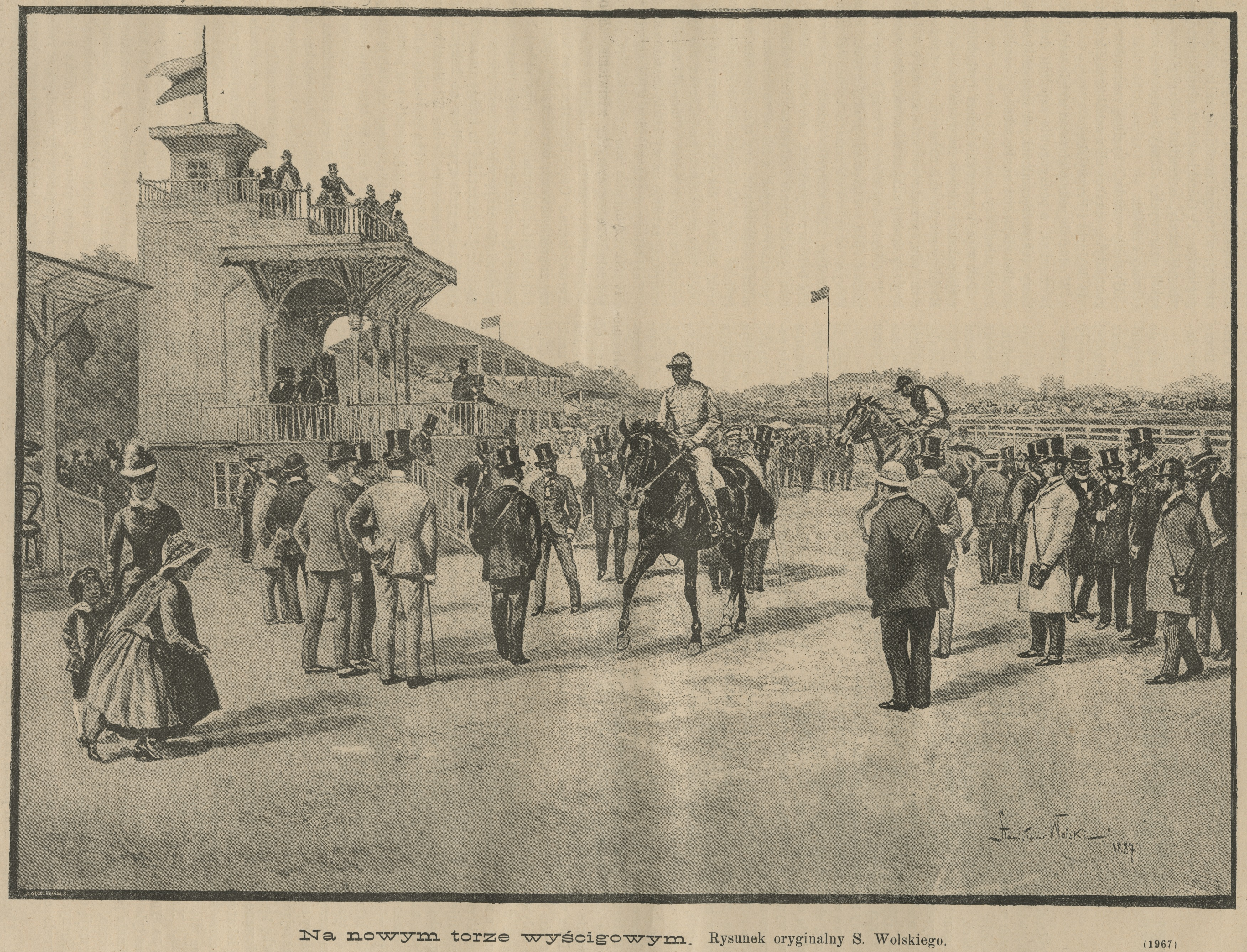
На новом беговом треке, 1887.
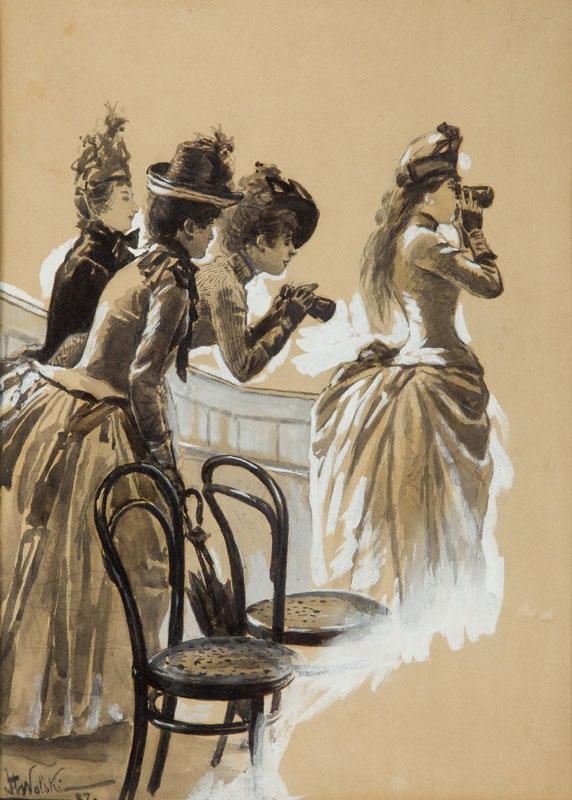
На Варшавском ипподроме, 1887.